# Утренний патруль (фильм, 1987)
«Утренний патруль» (греч. Πρωινή περίπολος, или Proini peripolos) — постапокалиптический научно-фантастический фильм 1987 года. Режиссёр Никос Николаидис в том же году получил за фильм премию за лучшую режиссуру на кинофестивале в Салониках. Главную роль исполняет Мишель Вэлли. Идеей для фильма послужили отрывки из романа Филипа Киндреда Дика «Пролейтесь, слёзы…». Выходил на DVD с низким качеством. Картина имела маленький бюджет. В 2017 году в честь 30 лет картины был устроен показ на фестивале греческого кино.

## Сюжет
По пустынным улицам идёт недоумевающая женщина, задаваясь вопросом, что произошло и где люди. Она ничего о себе не помнит, даже собственного имени, откуда она, куда идёт, есть ли у неё родственники. Её поиски не приносят успеха, никто не в силах ей помочь. Воспоминания о прошлом приходят в снах и дают ориентиры и надежду; совсем одной, в загадочном, брошенном людьми месте ей приходится тяжело. Окна и двери домов открыты, кругом царит тишина, которую нарушают звуки, доносящиеся из кинотеатра. Но царящая тишина — лишь видимость, временами город оживает и становится опасным местом. Невнимательность и доверчивость могут стоить жизни.

## Сценарий
За основу для сценария режиссёр Никос Николаидис использовал начало романа Филипа Дика «Пролейтесь, слезы» 1974 года публикации. Автор романа писал его 4 года из-за того что развелся в 4-й раз, что привело к алкоголизму, попытке самоубийства и наркотической зависимости. Режиссёр также использовал произведения британской писательницы Дафны дю Морье, автора детективов Рэймонда Чандлера и Германа Рочера. Николадис отзывался о своем фильме, как о чем-то страшном, полагая что он опередил время, как картина «Evrydiki BA 2O37»

## В ролях
- Мишель Вэлли — женщина
- Такис Спиридакис — охранник
- Никос Хатцис — бродяга
- Лиана Хатзи — пьяница
- Такис Лоукатис — повелитель